# Comuna Șuparka, Borșciv
Șuparka (în ucraineană Шупарка) este o comună în raionul Borșciv, regiunea Ternopil, Ucraina, formată din satele Hudiivți și Șuparka (reședința).

## Demografie
Componența lingvistică a comunei Șuparka
     Ucraineană (99,69%)
     Alte limbi (0,31%)
Conform recensământului din 2001, majoritatea populației comunei Șuparka era vorbitoare de ucraineană (99,69%), existând în minoritate și vorbitori de alte limbi.